# Stazione di Enna
La stazione di Enna è una stazione ferroviaria intermedia della ferrovia Palermo-Catania a servizio della città di Enna e delle aree decentrate di Enna Bassa e Pergusa e del comune limitrofo di Calascibetta. Fino alla costituzione della provincia omonima si chiamava stazione di Castrogiovanni.

## Storia
La sua costruzione fu conseguente a quella della linea ferrata che univa i maggiori porti dell'isola Catania e Licata con l'entroterra interessato dall'estrazione dello zolfo. La stazione venne costruita nel punto più prossimo ad Enna (a 5 km dal centro abitato posto a circa 950 m s.l.m.) e aperta nel 1876 con un piccolo fabbricato.
Nel 1926 la città di Castrogiovanni diventò capoluogo di provincia sostituendo il suo antico nome con quello nuovo di Enna. Lo scalo fu oggetto di una ristrutturazione consistente e all'inizio degli anni trenta del XX secolo venne inaugurata la nuova stazione sul sito di quella vecchia ma completamente riconfigurata e dotata di pensiline sul primo e sul secondo marciapiede. 
Come conseguenza dell'erezione a capoluogo di provincia della città anche la stazione divenne di fermata per tutte le categorie di treni.
Enna Bassa, da cui dista circa 3 km, si è espansa come quartiere universitario, residenziale e commerciale a partire dagli anni novanta assicurando conseguentemente un discreto movimento pendolare che tuttavia è andato scemando nel corso degli anni duemila; anche se costituisce ancora lo scalo ferroviario più usato della provincia per volume di viaggiatori, la sottoutilizzazione della linea ferroviaria lo penalizza fortemente.
La stazione di Enna, da tempo, non svolge più servizio merci.

## Strutture e impianti
Lo scalo ferroviario si trova a mezza costa dell'area montuosa, nei pressi dello svincolo di Enna dell'autostrada A19. La stazione è dotata di un fabbricato viaggiatori di stile austero.
Come nel caso di molte stazioni poste su tratte acclivi fu fornita di rimessa locomotive posta, dato il limitato spazio a disposizione, nei pressi dell'uscita della galleria Misericordia, con fossa da visita e rifornitore d'acqua. Il magazzino merci fu posto a sud-ovest del fabbricato viaggiatori e collegato con un piccolo fascio di binari afferenti a un piano caricatore con ponte a bilico e sagoma limite. Un piccolo fabbricato per uffici e alloggio sovrastava l'impianto lato monte. All’interno del fabbricato viaggiatori é presente una chiesa cattolica.
La piccola rimessa locomotive è inattiva dalla fine degli anni settanta in seguito alla fine della trazione a vapore; in precedenza ospitava le locomotive per la spinta in coda ai treni pesanti.
All'esterno dell'edificio è posto un parcheggio per autobus con il capolinea degli autobus extraurbani della società ennese SAIS Autolinee S.p.A.. Questi collegano la stazione alla città.

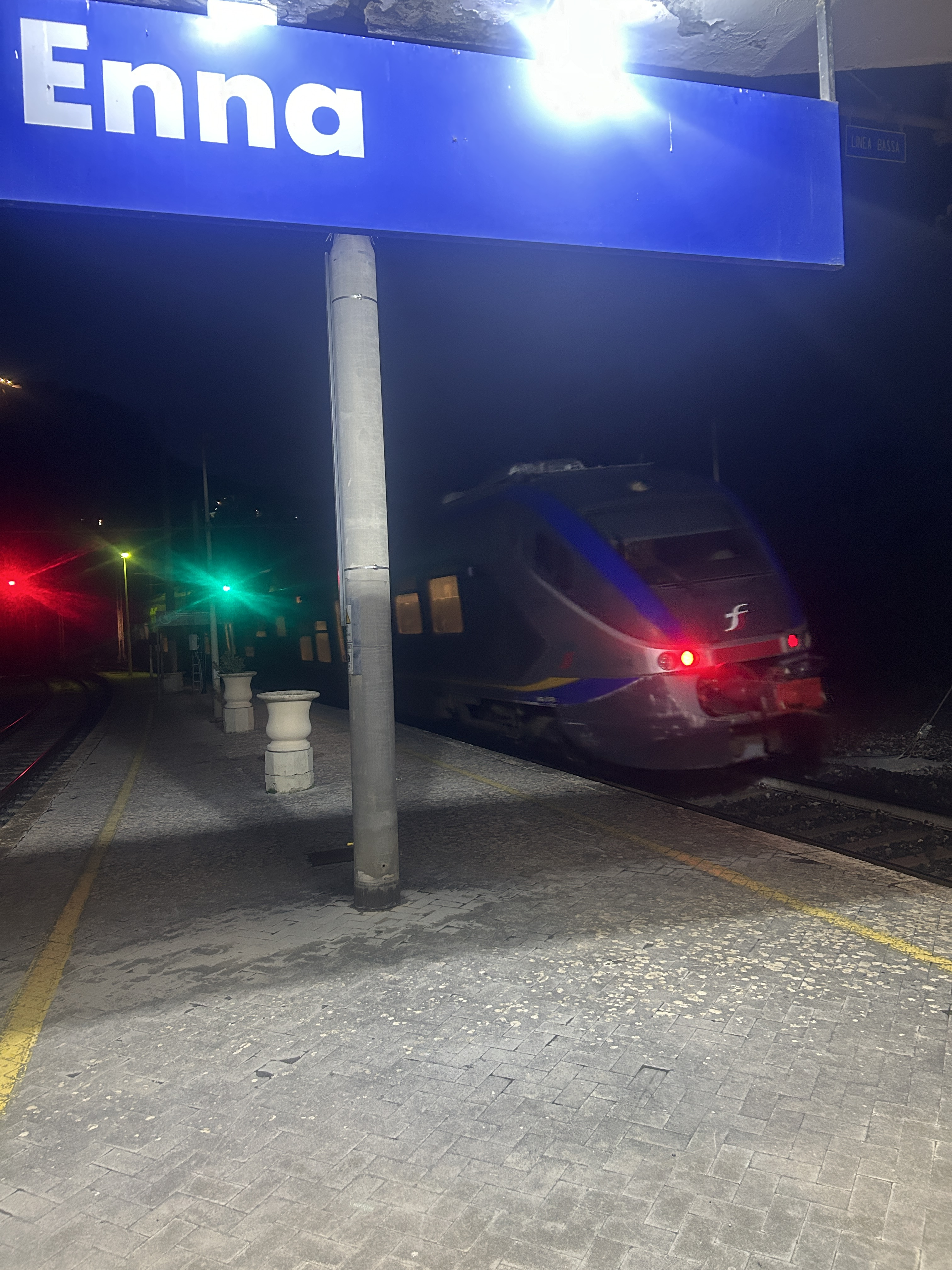
La stazione FS di Enna scattata in notturna con un treno in allontanamento nel 2024.

## Servizi
- Biglietteria a sportello
- Sala d'attesa
- Servizi igienici
- Annuncio sonoro treni in arrivo, in partenza e in transito
- Sottopassaggio pedonale
- Ufficio informazioni turistiche